# Tamenus indicus
Tamenus indicus är en spindeldjursart som beskrevs av Sivaraman 1980. Tamenus indicus ingår i släktet Tamenus och familjen Atemnidae. Inga underarter finns listade i Catalogue of Life.